# یواس‌اس ریچی (دی‌یی-۳۸۵)
یواس‌اس ریچی (دی‌یی-۳۸۵) (به انگلیسی: USS Richey (DE-385)) یک کشتی بود که طول آن ۳۰۶ فوت (۹۳ متر) بود. این کشتی در سال ۱۹۴۳ ساخته شد.